# Rowena Cole
Rowena Cole (ur. 13 stycznia 1992) – brytyjska lekkoatletka specjalizująca się w biegu na 800 metrów.
W 2009 sięgnęła po brązowy medal mistrzostw świata juniorów młodszych, a w 2011 została wicemistrzynią Europy juniorek. 
Rekordy życiowe: stadion – 2:02,88 (21 lipca 2012, Solihull); hala – 2:04,21 (31 stycznia 2015, Wiedeń). 

## Osiągnięcia
| Rok  | Impreza                               | Miejsce          | Pozycja    | Wynik   |
| ---- | ------------------------------------- | ---------------- | ---------- | ------- |
| 2009 | Mistrzostwa świata juniorów młodszych | Tyrol Południowy | 3. miejsce | 2:03,83 |
| 2011 | Mistrzostwa Europy juniorów           | Tallinn          | 2. miejsce | 2:03,43 |